# Kościół św. Marii Magdaleny w Głogoczowie
Kościół św. Marii Magdaleny – zabytkowy rzymskokatolicki kościół, znajdujący się w Głogoczowie, w województwie małopolskim, w powiecie myślenickim, w gminie Myślenice.
Kościół został wpisany do rejestru zabytków nieruchomych województwa małopolskiego.

## Historia
Kościół został wybudowany w 1812 roku, zgodnie z założeniami reformy józefińskiej i  poświęcony 3 maja 1823. W 1883 roku dobudowano babiniec. Na zlecenie Stefana Konopki w 1898 roku przebudowano wieżę, według projektu Jana Sas-Zubrzyckiego.

## Architektura
Budynek postawiony stylu józefińskim, orientowany, murowany z kamienia i cegły, jednonawowy, z zaokrąglonym prezbiterium i czworoboczną wieżą w fasadzie. Po stronie południowej znajduje się kruchta, a po stronie północnej przy prezbiterium, zakrystia. Mury nawy głównej i prezbiterium wzmocnione są przyporami. Na kalenicy dwuspadowego dachu nawy znajduje się sygnaturka.

W 1898 roku według projektu architekta Sas-Zubrzyckiego podwyższono otynkowaną wieżę o jedną kondygnację, z cegły nie tynkowanej. Wieża nakryta jest czterospadowym przełamanym dachem.

Obok kościoła znajduje się murowana wolno stojąca dzwonnica. 

## Wystrój i wyposażenie
- Ołtarz główny drewniany z bramkami, polichromowany, złocony, część środkowa nastawy ołtarzowej prawdopodobnie pochodzi z 2. ćwierci XVIII wieku a części boczne z XIX lub XX wieku[5];
- ambona o cechach późnoklasycystycznych prawdopodobnie z 1812 roku[6];
- całopostaciowe rzeźby św. Pawła i św. Piotra z drugiej połowy XVII, lub pierwszej połowy XVIII wieku. Pochodzą z poprzedniego, drewnianego kościoła[7];
- ołtarz boczny jednokondygnacyjny, jednoosiowy ze zwieńczeniem, drewniany, polichromowany, złocony z XVIII wieku[8];
- drewniana chrzcielnica[3];
- cztery zabytkowe dzwony: dwa z 1583 roku jeden z 1865 i powojenną sygnaturkę[3];
- w 2012 roku z okazji 700-lecia parafii  i 200-lecia rozpoczęcia budowy obecnego kościoła, mieszkańcy Głogoczowa ufundowali cztery nowe dzwony[3].

## Galeria zdjęć

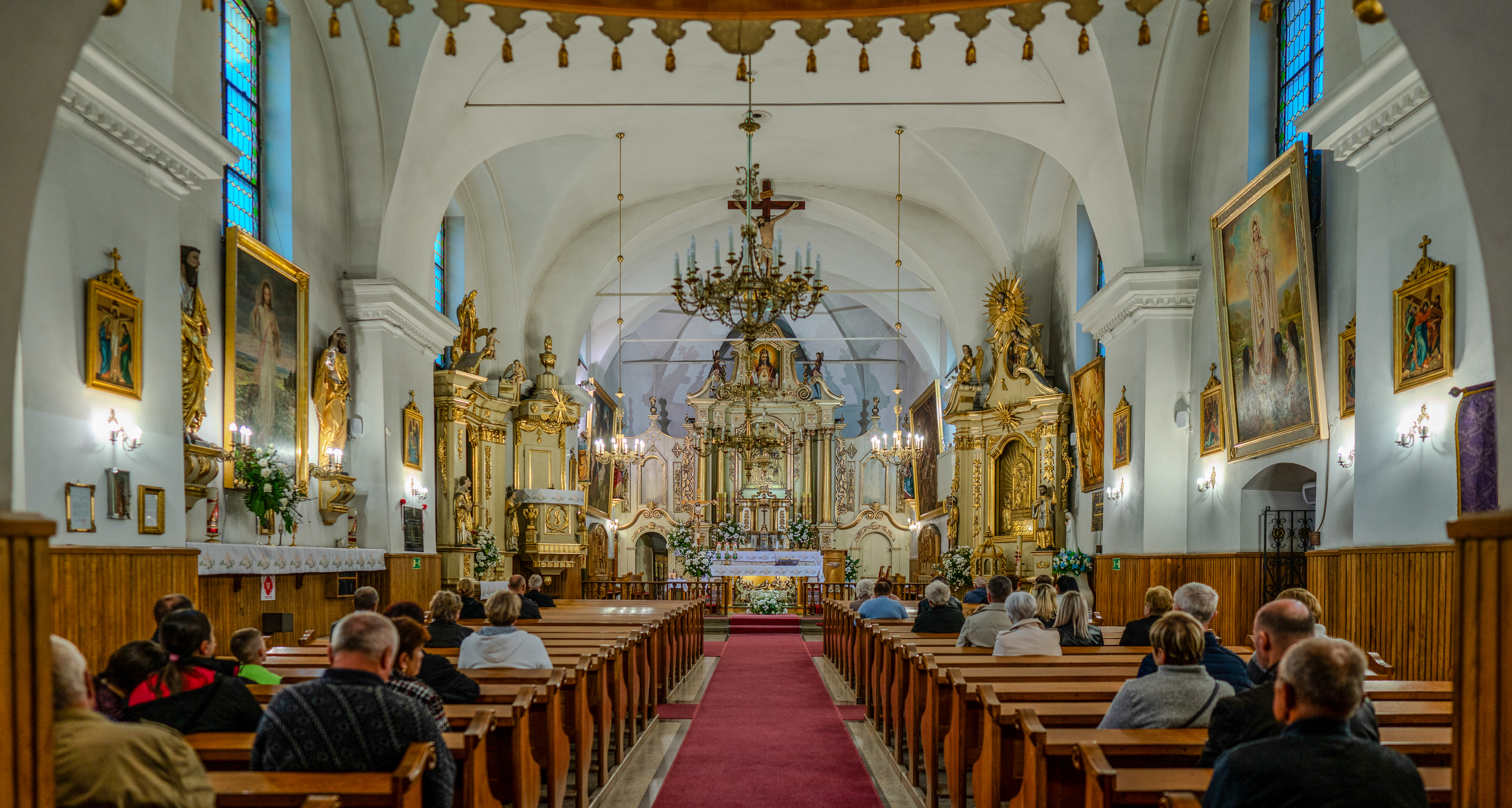
Wnętrze kościoła
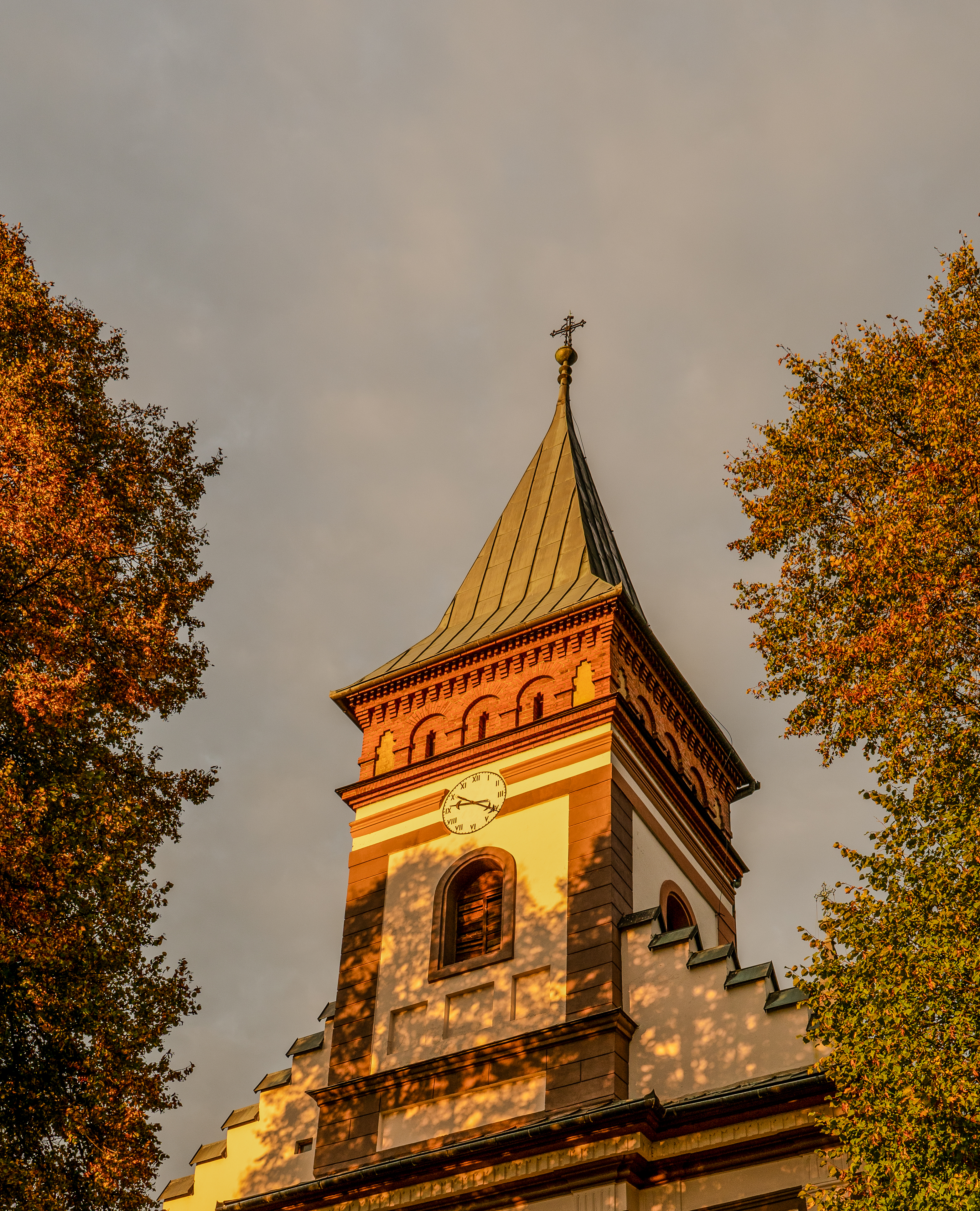
Zwiętrzenie wieży według projektu Jana Sas-Zubrzyckiego
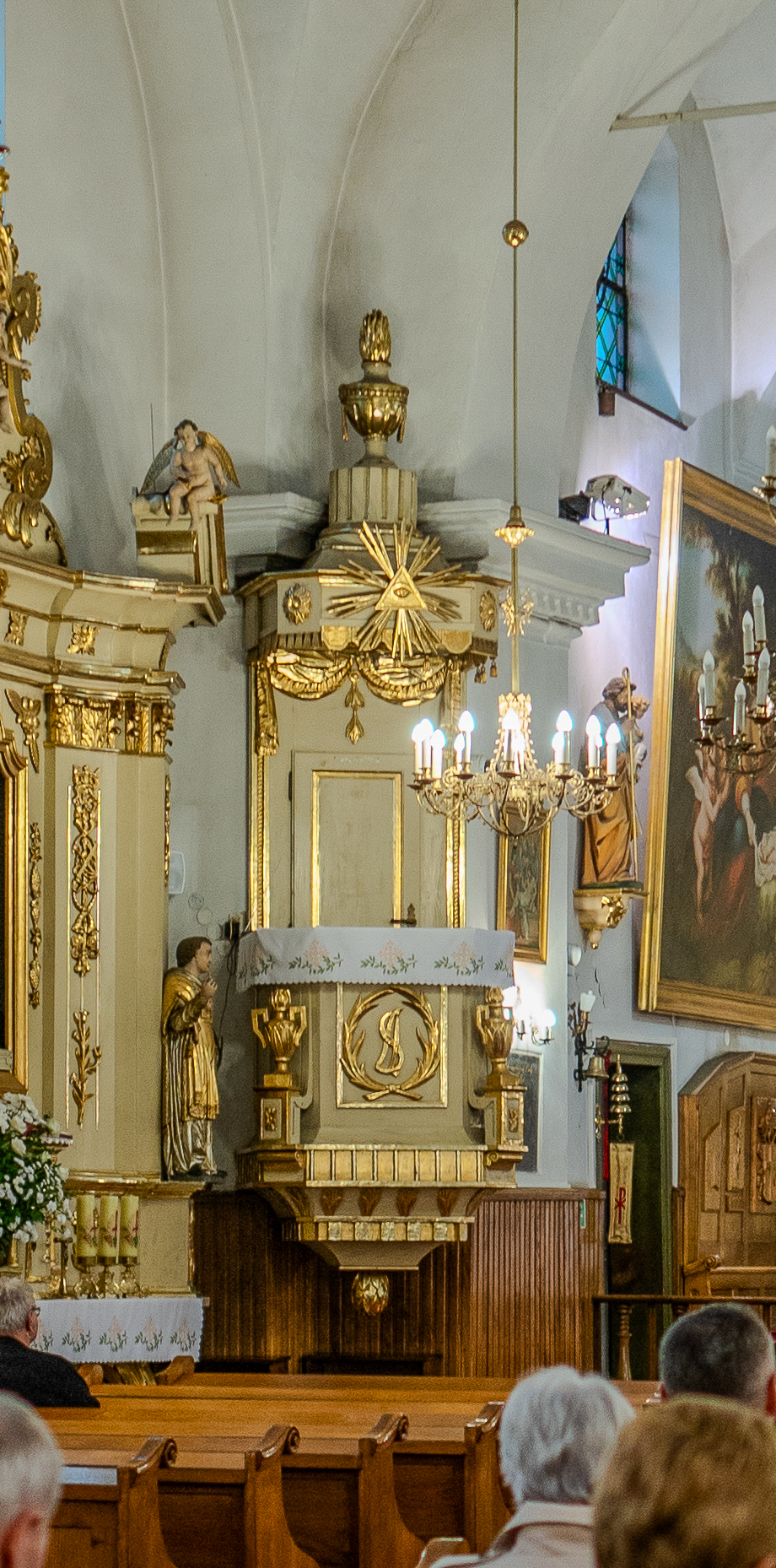
Ambona
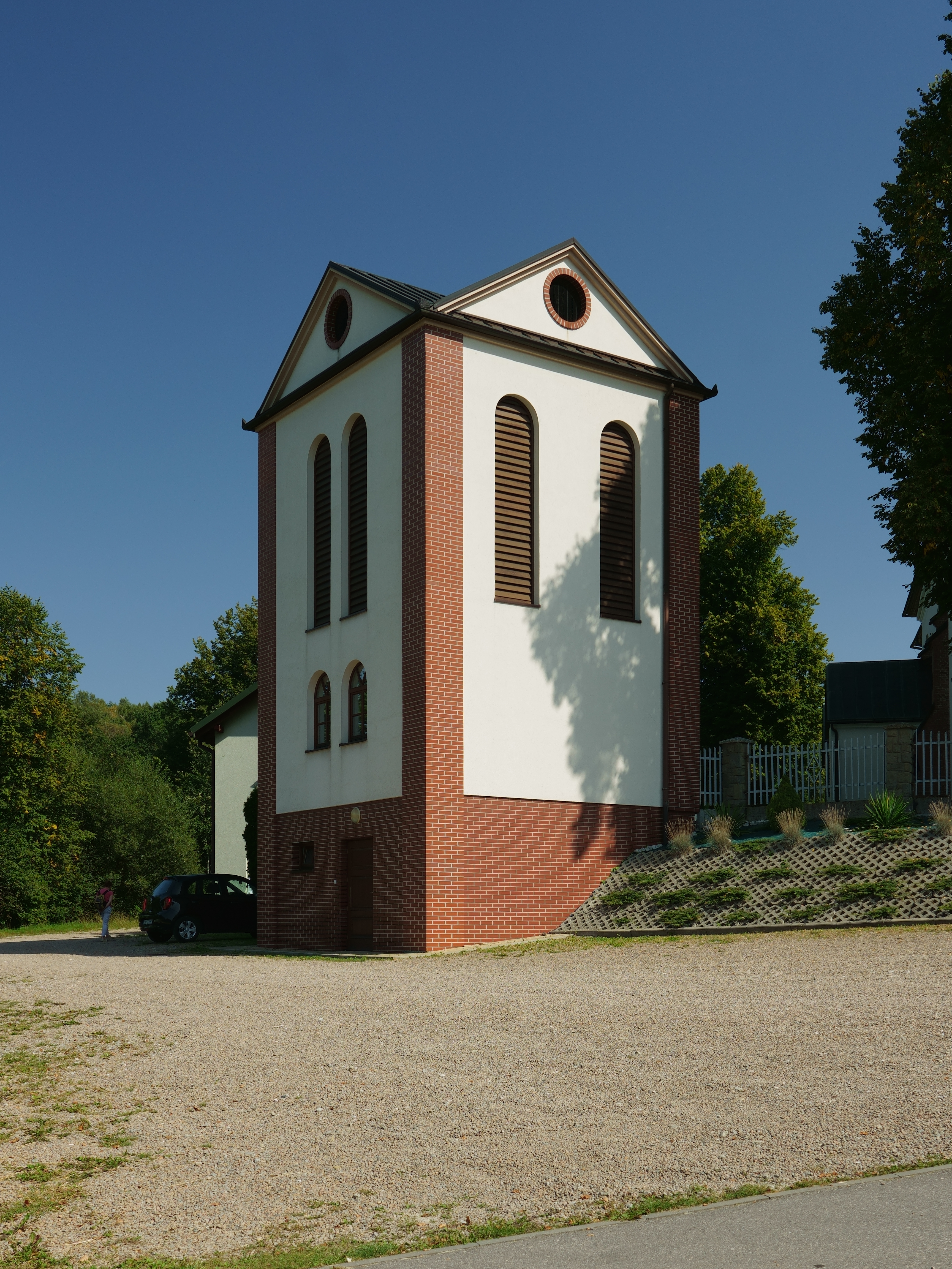
Dzwonnica